# Anii 310
Secole: Secolul al III-lea - Secolul al IV-lea - Secolul al V-lea
Decenii: Anii 260 Anii 270 Anii 280 Anii 290 Anii 300 - Anii 310 - Anii 320 Anii 330 Anii 340 Anii 350 Anii 360
Ani: 310 | 311 | 312 | 313 | 314 | 315 | 316 | 317 | 318 | 319